# Kevin Doyle
Kevin Edward Doyle (Adamstown, 18 de setembro de 1983) é um  futebolista irlandês, Atualmente defende o Queens Park Rangers

## Carreira
Doyle teve uma ótima passagem pelo Reading, onde se consagrou, chamando atenção de grandes clubes europeus. No fim foi contratado pelo Wolverhampton Wanderers, clube que o emprestou ao Queens Park Rangers até o final da temporada. No ano de 2015 foi contratado pelo Colorado Rapids, clube americando que disputa a MLS. 
Aposentou-se em 2017 por conta de problemas médicos relacionados ao esporte.  